# Couchey
Couchey är en kommun i departementet Côte-d'Or i regionen Bourgogne-Franche-Comté i östra Frankrike. Kommunen ligger i kantonen Gevrey-Chambertin som tillhör arrondissementet Dijon. År 2022 hade Couchey 1 108 invånare.

## Befolkningsutveckling
Antalet invånare i kommunen Couchey
Referens:INSEE